# Дехрадун
Дехра-Дун (Дехраду́н) (хинди देहरादून) — город на севере Индии, столица штата Уттаракханд. Город лежит у подножья Сиваликских холмов, крупный транспортный центр. Здесь заканчивается ветка железной дороги, ведущей из Дели на север Индии. Кроме того, через Дехрадун пролегает дорога, ведущая в горный район Уттарканд.
Население составляет 714,223 жителя, согласно переписи 2011 года).
Климатический курорт, экономика представлена обработкой чая, полиграфической промышленностью.
В 34 километрах к северу от Дехрадуна находится горный курорт Массури, крыши домов которого видны из Дехрадуна. В колониальные времена Массури служил летней резиденцией для британцев, проживавших в северной Индии. К северу от Дехрадуна лежат южные склоны Гималаев, покрытые густыми лесами, а с вершин близлежащих холмов в ясную погоду видны вершины Нанда Деви и Камет.

## Климат
| Показатель                             | Янв. | Фев. | Март | Апр. | Май | Июнь | Июль | Авг. | Сен. | Окт. | Нояб. | Дек. | Год  |
| -------------------------------------- | ---- | ---- | ---- | ---- | --- | ---- | ---- | ---- | ---- | ---- | ----- | ---- | ---- |
| Средний суточный максимум, °C          | 19   | 22   | 26   | 32   | 35  | 34   | 30   | 30   | 30   | 28   | 24    | 21   | 27,6 |
| Средний суточный минимум, °C           | 5    | 5    | 10   | 15   | 20  | 22   | 22   | 22   | 20   | 13   | 10    | 6    | 14,2 |
| Норма осадков, мм                      | 47   | 55   | 52   | 21   | 54  | 230  | 631  | 627  | 261  | 32   | 11    | 3    | 2024 |
| Источник: Climate of Dehradun District |      |      |      |      |     |      |      |      |      |      |       |      |      |

## Достопримечательности
С точки зрения достопримечательностей город не представляет для туристов особого интереса, кроме Лесного Института, где представлены многочисленные виды растений, встречающихся в индийских Гималаях. Тем не менее, в городе всегда можно встретить большое количество туристов, направляющихся в горные районы штатов Уттар-Прадеш и Уттаракханд и город Ришикеш.

В полутора часах езды к востоку от Дехрадуна расположен Ришикеш, один из главных центров индуизма, где сосредоточены многочисленные ашрамы.
В самом же Дехрадуне практически нет мест, связанных с индуистским паломничеством, однако есть по крайней мере два важных места, имеющих отношение к тибетскому буддизму. Речь идёт о двух монастырях, расположенных неподалёку от города. Первый из них относится к традиции Сакьяпа и является главной резиденцией Сакья Тризина, духовного лидера этой школы. Он находится в северном пригороде Дехрадуна — Раджпуре. Главный монастырь Сакьяпа расположен в Тибете, но после окончательного присоединения Тибета к КНР Сакья Тризин покинул Тибет и обосновался в Индии.
В Дехрадуне находится пещера Дроны. Дрона эпический герой Махабхараты, военачальник, учитель боевых искусств принцев Пандавов и Кауравов, родился из горшка в пещере -  именно эта пещера и представлена в Дехрадуне. Дрона был непобедим в бою и знаменит тем , что вывел войска Кауравов на бой с Богом Богов Кришной. Именно именем Дроны называют сегодняшние боевые машины Дроны.
Несколькими километрами южнее, в пригороде Клемент Таун, находится монастырь Миндролинг, относящийся к самой древней традиции тибетского буддизма Ньингма-па или просто Ньингма. История этого монастыря сходна с историей монастыря Сакья, расположенного в Раджпуре. Духовный лидер традиции Ньингма Минлинг Тричен Ринпоче перебрался из Тибета в Индию, основав одноимённый монастырь в Дехрадуне.
В Дехрадуне находится Индийская военная академия — одно из старейших и самое престижное из индийских военных учебных заведений, основанная в 1932 году. Рядом с академией расположен учебный военный аэродром.
В 2011 году в Дехрадуне была построена первая в Индии крытая ледовая арена на 3000 мест.